# کامیلو سینفوئگوس
کامیلو سینفوئگوس گوریاران (به انگلیسی: Camilo Cienfuegos Gorriaran) (زاده فوریه ۱۹۳۲ ـ درگذشته ۲۸ اکتبر ۱۹۵۹) انقلابی بزرگ کوبا است که به دلیل شهرت فیدل کاسترو و ارنستو چه گوارا آنچنان که باید در خارج از کوبا شناخته شده نیست.
از مرگش در حادثه سقوط هواپیما بیش از پنجاه سال می‌گذرد اما، هنوز مردم کوبا یادش را گرامی می‌دارند. چه گوارا کتاب جنگ چریکی را به او تقدیم کرده‌است.

## یکی از معماران اصلیانقلاب کوبا
کامیلو همرزم کاسترو، رائول کاسترو، چه گوارا و هوبر ماتوس
است. او در ۶ فوریه ۱۹۳۲ در منطقه لاوتون
هاوانا در یک خانوادهٔ شبه‌سوسیالیست که در طول جنگ‌های داخلی اسپانیا مجبور به مهاجرت شده بودند، به دنیا آمد.
در هشت سالگی هنر را به عنوان رشته تحصیلی برگزید.
کامیلو در آکادمی هنر «سان آلخاندرو» ثبت نام کرد اما به خاطر مشکلات مالی نتوانست ادامه دهد و در هاوانا به کار یدی پرداخت.
در ۱۶ سالگی (۱۹۴۸) وارد مسائل سیاسی شد و در تظاهرات مردمی علیه افزایش تعرفه اتوبوس، شرکت نمود. در ۲۱ سالگی (۱۹۵۳) سفر به آمریکا را برای زندگی بهتر در برنامه کار خود قرار داد.
یکسال بعد (۱۹۵۴) در جنبش زیرزمینی دانشجویان علیه فولخنثیو باتیستا ثالدیوار به فعالیت پرداخت و در هفت دسامبر سال ۱۹۵۵ در تظاهرات علیه رژیم، تیر خورد و زخمی شد.
در تظاهراتی که به افتخار قهرمان استقلال کوبا آنتونیو ماسئو برپا شد، مورد تعرض پلیس قرار گرفت و در پی این ماجرا به آمریکا رفت و با پایان گرفتن اجازه اقامتش راهی مکزیک شد.

## دیدار کامیلو سینفوئگوس با فیدل کاسترو در مکزیک
در مکزیک با فیدل کاسترو که در سازماندهی انقلاب کوبا نقش داشت، ملاقات کرد و برای مبارزه اساسی با رژیم «باتیستا» دست به کار شد. کامیلو سینفوئگوس در شمار هشتاد و دو نفری بود که در سال ۱۹۵۶ با «کشتی گرانما» به کوبا آمد.
دوم دسامبر سال ۱۹۵۶ کشتی گرانما با گذر از مرداب‌ها و راه‌های پر پیچ و خم به کوبا رسید اما ارتش باتیستا انقلابیون را غافلگیر کرد و با درگیری متقابل، بسیاری کشته و زخمی شدند. چه گوارا در شمار زخمی‌ها بود.
به‌دنبال این ماجرا، کسانی‌که زنده ماندند (کاسترو، کامیلو، خوان آلمیدا، چه‌گوارا و…) از پا ننشستند و دوباره تشکیل گروه داده، برنامه‌ریزی کرده، منظم شده و نبرد طولانی‌ای را با نیروهای نظامی باتیستا آغاز کردند. در پایان سال ۱۹۵۸ نیروهای شورشی توانستند تا غرب کوبا پیشروی کنند و قوای دولتی را به تسلیم وادارند. دوم ژانویه ۱۹۵۹ نیروهای شورشی به پایتخت کوبا رسیدند.
کامیلو سینفوئگوس جزو مردان ریشو و در شمار دوازده مبارز زنده مانده‌ای بود که در «سیرا ماسترا» و فتح هاوانا نقش بسزایی داشت و با چه گوارا، برای فتح شهر یاگوآخی و سانتا کلارا خیز برداشت.
بعد از فرار باتیستا، او در کنار کاسترو و یارانش، در تثبیت نظام جدید کوشید و ارتش انقلاب را فرماندهی کرد.
کامیلو سینفوئگوس در دستگیری انقلابی مشهور «هوبر ماتوس» (که به کاسترو اعتراض کرده بود) نقش مهمی داشت و برای خود حرف و حدیث بسیار خرید. گفتند به رفقای دیروزش خیانت کرده‌است. برخی او را آنارشیست و ضدکمونیست لقب دادند و بعضی از او به عنوان انقلابی خوشگذران یاد کردند.

## مرگ

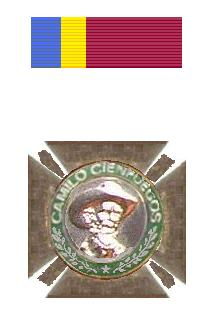
نشان نماد کامیلو سینفوئگوس گوریاران

کامیلو سینفوئگوس ۲۷ سال و ۸ ماه و ۲۲ روز عمر کرد.
مرگ کامیلو در ۲۸ اکتبر ۱۹۵۹ در یک حادثه هوایی، وقتی با هواپیما از شهر «کاماگوئه» به «هاوانا» برمی‌گشت شایعاتی تازه بر سر زبان‌ها انداخت و مخالفان کاسترو پخش کردند:
«هواداران باتیستا، هواپیما را انداخته‌اند...کامیلو، محبوب تر از کاسترو بود و خود حکومت او را سر به نیست کرده‌است… هوا در روز حادثه طوفانی و نا آرام نبوده، خلبان هواپیمای سینفوئگوس هم کار کشته و ماهر بود. دلیلی برای سقوط هواپیما یافت نمی‌شود مگر دسیسه کاسترو و برادرش»
او در سال ۱۹۵۸ در شهر یاگواخی با نیروهای باتیستا جنگید و پیروز شد و لقب قهرمان گرفت. قهرمان مردم و «قهرمان یاگواخی»
پس از مرگش، در شهر یاگواخی موزه‌ای برپا شده و زندگی وی با عکس‌ها، تندیس‌ها، اسناد و مجسمه بزرگی همانند مجسمه چه گوارا در شهر «سانتا کلارا»، به نمایش درآمده‌است.
در ۲۸ اکتبر هرسال دانش آموزان از سراسر کوبا با پرتاب گل به دریا و رودخانه از او یاد می‌کنند. کامیلو سینفوئگوس در آخرین سخنرانی‌ش (پیش از مرگ) از انقلاب کوبا حمایت کرد.
چه گوارا از او به نیکی بسیار یاد نمود و شجاعت، صمیمیت، وفاداری و هوشیاری‌ش را ستود و به یاد او، نام فرزندش را کامیلو گذاشت.
چه گوارا در کتاب «جنگ چریکی» تقدیم نامه‌ای مفصل خطاب به کامیلو سینفوئگوس دارد.
در اکتبر ۲۰۰۹ تندیس صد تُنی عظیمی از کامیلو سینفوئگوس به مناسبت پنجاهمین سال در گذشتش در میدان انقلاب شهر هاوانا نصب شده که زیر آن جمله‌ای از او خطاب به کاسترو دیده می‌شود:
فیدل، کار تو حرف ندارد! Vas bien, Fidel.
در هشتم ژانویه سال ۱۹۵۹ وقتی کاسترو گفت به جای زندان، مدرسه ساخته شود نظر کامیلو سینفوئگوس را پرسید که او این‌گونه پاسخ داد:
«Vas bien, Fidel» کار تو حرف ندارد.
نقش سینفوگوس روی سکه‌های ۲۰ و ۴۰ سنتی کوبا و نیز روی اسکناس بیست پزویی دیده می‌شود و دانشگاه «ماتانزاس» هم به نام او است. عکس نه چندان پر زرق و برق کامیلو، در برخی خیابان‌های هاوانا دیده می‌شود و مردم از وی به نیکی یاد می‌کنند. ترانه‌های چندی نیز به یاد او خوانده شده‌است.
نام شهر «سیئن‌فوئه‌گوس» در کوبا، به کامیلو سینفوئگوس ارتباطی ندارد. نام آن شهر پیش از کامیلو نیز، همین بوده‌است.

## مرگ مشکوک کامیلو
بهتر است بپرسیم چه کسی ما را از وجود او محروم ساخت زیرا زندگانی افراد و مردانی همچون او با زندگانی ملت ادامه می‌یابد و جز با ارادهٔ ملت به پایان نمی‌رسد.
او را دشمن کشت زیرا نابودی‌اش را خواستار بود. ما نه هواپیماهای قابل‌اطمینان داشتیم و نه خلبانانی که دارای تجربهٔ کافی باشند و او با کار زیادی که بر عهده داشت می‌خواست هر چه زودتر خود را به هاوانا برساند. پاره‌ای از خصائل‌اش نیز در مرگ‌اش مؤثر بود. کامیلو سینفوئگوس خطر را برآورد نمی‌کرد. خطر برای‌اش همچون بازیچه‌ای بود. خود را با آن مشغول می‌کرد، به جنگ آن می‌رفت، به نبردش می‌خواند و با آن دست و پنجه نرم می‌کرد. با طرز فکر چریکی که داشت هیچ مانع و رادعی نمی‌توانست او را از پیمودن طریقی که برمی‌گزید، بازدارد یا از آن منحرف سازد. هنگامی شهید شد که همه او را می‌شناختند و مورد ستایش و محبت همهٔ مردم بود. اگر این حادثه لختی زودتر به وقوع پیوسته بود، داستان او به داستان دیگر فرماندهان سادهٔ چریک شبیه می‌شد. فیدل می‌گوید که نظائر کامیلو سینفوئگوس بسیار پیدا خواهند شد، ولی من می‌توانم اضافه کنم که نظائر او در گذشته هم بسیار بوده‌اند و پیش از طی شاه‌راهی که کامیلو سینفوئگوس را وارد تاریخ کرد، بدورد زندگی گفتند. کامیلو و «کامیلوهای دیگر چه آن‌هائی که پیش از او جان سپردند و چه آن‌هائی که پس از او برخواهند ساخت، دلیل و بینه قدرت خلق و بالاترین نمایش نیروئی هستند که ملتی در حال جنگ برای دفاع از عالی‌ترین آرمان‌های خویش و به خاطر ایمان به تحقق برترین هدف‌های‌اش به ظهور می‌رساند.
سعی در ترسیم شخصیت او موجب انطباق آن بر یک قالب خشک خواهد شد و این بدان می‌ماند که ما او را یک بار دیگر بکشیم و ما این کار را نخواهیم کرد. بهتر است به همین توصیف طرح مانند او بس کنیم و برای جهان‌بینی اجتماعی و اقتصادی او که چندان هم مشخص نشده بود، حدودی ترسیم نکنیم. باید تنها به یاد داشته باشیم که در جنگ آزادی‌بخش هیچ سربازی با کامیلو سینفوئگوس برابری نمی‌کرد. او به عنوان یک انقلابی کامل، فدائی خلق و صنعت‌گر رستاخیزی که ملت کوبا به خاطر نجات خویش بر پا کرد، هیچ‌گاه کمترین اثری از خستگی و نومیدی در مخیلهٔ خود راه نمی‌داد. کامیلو سینفوئگوس رزمنده و مبارز یکی از موضوع‌های صحبت روزانه‌است. کسی که در هر گوشه و کنار اثر و یادی از خود باقی گذاشت. همیشه شنیده می‌شود: «این کار اوست». کسی که تأثیر مشخص و انکارناپذیر خود را بر روی انقلاب باقی گذاشت و همیشه در قلب همگی آن‌ها که پس از او خواهند آمد و آن‌ها که به پایهٔ او نرسیدند، جای خواهد داشت. بازگشت‌های همیشگی و جاودانی خاطرهٔ کامیلو سینفوئگوس او را به تصویری از ملت شبیه می‌کند.

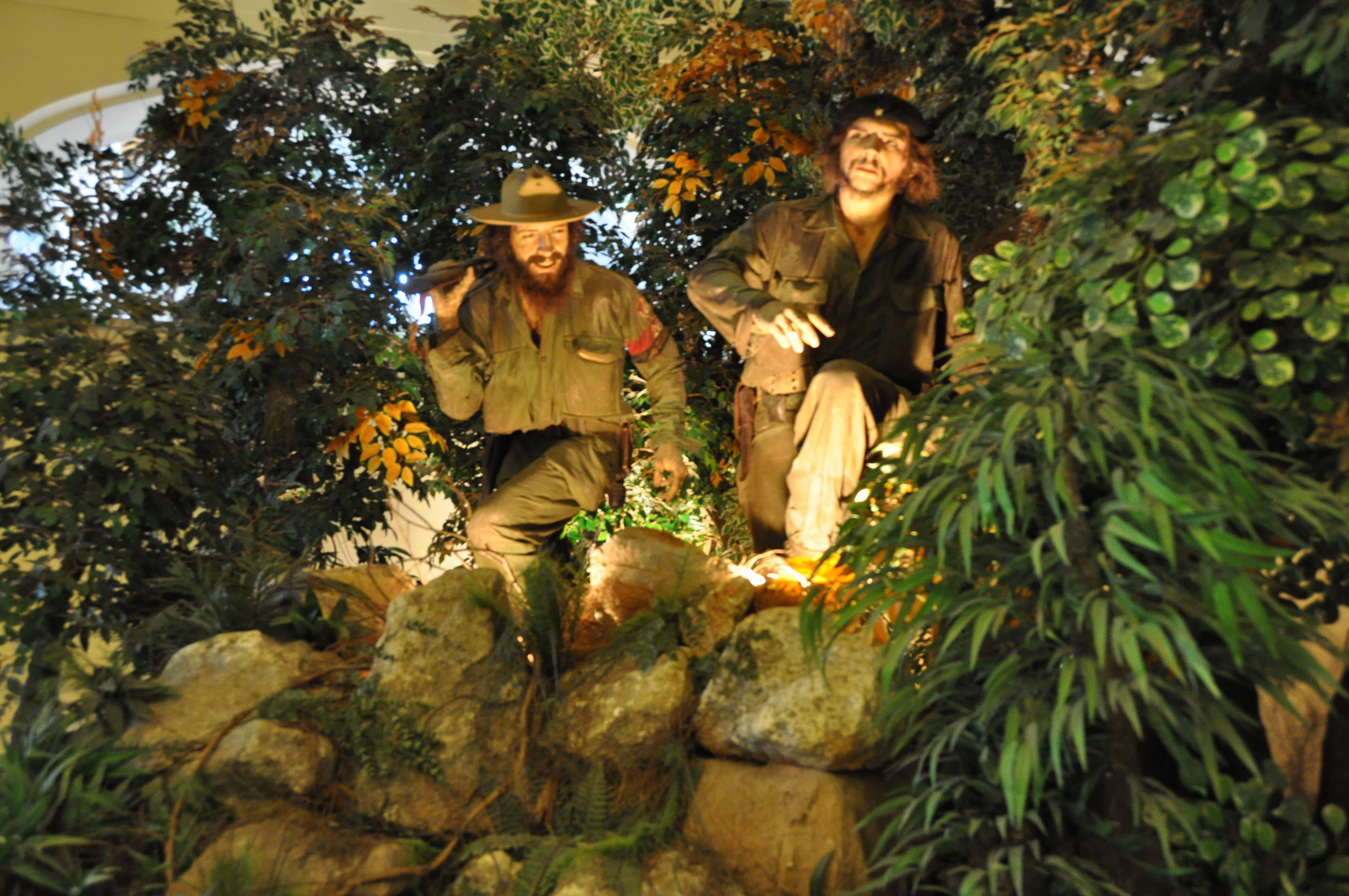
تصویری در موزه انقلاب که سینفوئگوس (سمت چپ) و گوارا (راست) را در یک کمین در سیرا نشان می‌دهد.

## به یاد کامیلو»[۱۴]به قلم چه گوارا
قرار ما این بود که خود کامیلو کتاب جنگ‌های پارتیزانی را خوانده، اصلاحات لازم را در آن بنماید ولی سرنوشت این فرصت را به او نداد. این سطور را می‌توان همچون درود ارتش انقلاب به فرماندهٔ بزرگ خود و بهترین سردار چریکی پروردهٔ انقلاب، به یک انقلابی پاک و دوست صدیق به‌شمار آورد.
کامیلو سینفوئگوس هم‌رزم نبردهای بی‌شمار، مرد مورد اعتماد فیدل در دشوارترین لحظات جنگ و مبارز ازخودگذشته‌ای بود که با فداکاری خود را آب‌دیده می‌ساخت و خصائل برجسته را در هم‌رزمان پرورش می‌داد. تصور می‌کنم هر گاه موفق به خواندن این رساله که در آن تجریبات خود را دربارهٔ جنگ پارتیزانی گردآورده‌ایم، می‌گشت، آن را می‌پسندید؛ زیرا این تجریبات محصول زندگی است؛ ولی او می‌توانست شور و هیجان عمیق سرشتی و هوش و جسارت بی‌مانندش را نیز که جز در نزد پاره‌ای از شخصیت‌های تاریخ به این پایه از کمال نمی‌رسد بر این اوراق بیفزاید. با این همه نباید دربارهٔ «کامیلو سینفوئگوس» همچون قهرمانان افسانه‌ای که تنها به مدد نبوغ خود موفق به اعمال شگفت‌انگیز می‌گردند، فکر کرد. باید او را همچون زائیدهٔ خلقی که وی را همانند دیگر قهرمانان شهید و سرداران خود در گزینش وسیع نبرد و شرائط دشوار آن پرورش داده‌است در نظر آورد.
نمی‌دانم آیا کامیلو سینفوئگوس با این سخن مشهور «دانتون» دربارهٔ جنبش‌های انقلابی
«جسارت، باز هم جسارت، همواره جسارت»
Audacity, again audacity, and always audacity
آشنا بود یا نه؟ ولی در هر حال آن را در اعمال خود نشان می‌داد در حالی که شرائط لازم برای یک چریک، نظیر قدرت تحلیل سریع و دقیق موقعیت توانائی، پیش‌بینی دربارهٔ مشکلات آینده را بر آن افزوده بود.
با آن که منظور از نگارش این سطور که به سان درود شخصی من و سلام یک ملت بر قهرمان خود می‌باشد بیان زندگانی و شرح اعمال او نیست. باید بگویم که کامیلو سینفوئگوس قهرمانی بود چیره‌دست که به آسانی به آفریدن و یافتن صدها طریق و وسیله برای پیشرفت موفق می‌شد، زیرا گذشته از احترام فراوان‌اش برای ملت و علاوه بر جسارت و دلیری دارای شخصیت ویژهٔ خود بود. خصوصیتی که کمتر بدان توجه کافی مبذول می‌شود و اغلب ناشناس می‌ماند، عاملی که نشانهٔ آن در تمام آثار کامیلو سینفوئگوس نمایان است…

فیدل درباره‌اش چنین می‌گوید: 
«آنچه می‌دانست از کتاب‌ها نیآموخته بود، ادراک او از خواسته‌های ملت ادراکی طبیعی بود. ملتی که او را از میان هزاران فرد دیگری برگزیده، مرتبه‌ای ممتاز بخشید که به بهاء دلیری، پایداری، هوشمندی و پشتکار بی‌نظیر حاصل می‌گردد».
کامیلو سینفوئگوس وفاداری را همچون کیش خود ساخته، زندگانی خویش را وقف آن کرده بود. وفاداری نسبت به ملت وفاداری نسبت به فیدل که ارادهٔ ملت را بهتر از هر کس دیگر در خود جمع ساخته‌است. برای این جنگجوی شکست ناپذیر این دو اصل همچون فیدل و ملت غیرقابل تفکیک بود.